# Ecstasy: Three Tales of Chemical Romance
Ecstasy: Three Tales of Chemical Romance é uma coletânea de três novelas publicada pelo romancista e roteirista escocês Irvine Welsh, lançada em 1996. Welsh é autor entre outros do polêmico sucesso Trainspotting, seu primeiro livro, lançado em 1993 que, posteriormente, em 1996, foi transformado em filme pelo diretor Danny Boyle.

## Sinopse
A trama se desenrola separadamente em três novelas: a primeira, Lorena Goes To Livingston, faz uma sátira aos romances clássicos da literatura britânica, a segunda, Fortune's Always Hiding, é uma história de vingança envolvendo o sedativo talidomida, e a terceira, The Undefeated, descreve um insólito romance entre uma jovem mulher insatisfeita com os limites de sua vida suburbana e um dançarino de meia-idade.

## Adaptação cinematográfica
Sob título provisório Irvine Welsh's Ecstasy está sendo produzida uma adaptação cinematográfica (direção: Rob Heydon), com lançamento previsto em setembro de 2011.